# Scopula commutata
Scopula commutata är en fjärilsart som beskrevs av Freyer 1833. Scopula commutata ingår i släktet Scopula och familjen mätare. Inga underarter finns listade.